# サクラ大戦3 〜巴里は燃えているか〜
『サクラ大戦3 〜巴里は燃えているか〜』（サクラたいせん3 パリはもえているか、Sakura Wars 3）は、株式会社セガが2001年3月22日に発売したドリームキャスト用ゲームソフトで、サクラ大戦シリーズのナンバリングタイトル第3作目。後にPCやPlayStation 2にも移植された。
サブタイトルはラリー・コリンズ、ドミニク・ラピエール原作の映画『パリは燃えているか』と同じ。

## ストーリー
1926年のフランス・巴里。当時、この街は世界で経済・文化共に最高水準の都市だったが、街では謎の怪人による事件が頻発していた。フランス政府は対抗策として、都市を霊的に防衛する組織、すなわち「巴里華撃団」を設立する。その隊長として、1人の東洋人に焦点が当てられた。二度に渡り日本の帝都を救った「帝国華撃団・花組」の隊長、大神一郎である。
黒鬼会との戦いを終えて中尉に昇進した大神は海軍の留学生としてフランスへ渡航するが、異国の風土に馴染む間もなく、自分が派遣された真の目的を知ることとなる。テアトル・シャノワールを基地として、大神と巴里華撃団・花組の隊員たちは怪人に立ち向かう。欧州で花の都を舞台に、新たな戦いが始まった。

## ゲームシステム

### 前作から進化した点
前2作は当初セガサターンで制作され、その後にドリームキャストへ移植されたが、本作は最初からドリームキャスト向けに開発されたものである。ムービーなどの時間配置を工夫しており、「Now Loading」画面が一度も表示されない構成となっている。

#### アドベンチャーパート
前作までは日本の帝都・東京を舞台としていたが、本作では主人公の大神一郎が海外派遣されたという設定で舞台がフランス・巴里に移り、ヒロインとなる花組隊員もエリカ・フォンティーヌ、グリシーヌ・ブルーメール、コクリコ、ロベリア・カルリーニ、北大路花火の5名に総入れ替えとなった。前作までのヒロインである真宮寺さくらをはじめとした『帝国華撃団』の8名は、全員ゲストキャラクターとして登場している。制作者である広井王子によれば、日本人の男性が異国の地に赴くなどの展開は森鷗外の小説『舞姫』に着想を得ている。
ドリームキャストのゲームコントローラにはアナログ方向キーが搭載されているため、アナログ方向キーを上下に動かすことで選択肢に対し強弱を付ける「アナログLIPS」が追加された。

#### 戦闘パート
3Dになった他、戦闘システムが大幅に進化し、「ARMSシステム」 (Active & Realtime Machine System) が採用されている。「ARMS」とは「ARMSゲージ」と呼ばれる行動値を使用し、移動、攻撃、防御、回復などの行動がゲージが無くなるまで自由に行なえるというものである。これに伴って隊長コマンドによる作戦の効果が、従来の能力値の増減から、各行動のゲージ使用値の増減に変わっている。また、アナログ方向キーにより斜め移動も可能になった。
花組隊員の能力値が大神への信頼度によって修正されるのに加え、本作では大神も隊長としての経験を積むことで成長し、搭乗機の能力が強化される。またアドベンチャーパートの選択肢により大神の戦闘スタイルが「通常型」「攻撃型」「防御型」に分かれ、能力値や必殺攻撃も変化する。さらに2周目以降のプレイでは花組隊員のみならず街の人々の信頼を集めることで、最終的に「黒髪の貴公子」なる称号を得ることができる。この状態ではフィールド全体が攻撃範囲となる必殺技を持つなど、歴代最強ともいえる強さを発揮する。本作以降のシリーズ作品（『4』『V』『血潮』など）では、2周目以降の特典として主人公の最強形態や最強必殺技が用意されるようになった。

##### 必殺技
名前の横の（）内は各自が乗る霊子甲冑の色。1は光武F、2は光武F2に搭乗時の技、3は通常合体技（大神機は究極必殺技）、4はヒロイン時の合体技。大神機の技は通常型のものを記載する。
エリカ・フォンティーヌ （赤）
1. サクレ・デ・リュミエール
  - 意味はフランス語で「聖なる光」。十字架型の範囲内にいる味方機を回復するが、エリカ機自身は回復できない。

2. グラース・オ・スィエール
  - 意味は「天の恩恵」。有効範囲が広くなり、エリカ機も回復できる。

3. パラディスク・ポルト
  - 意味は「天国の扉」。エリカと大神が揃って祈り、奇跡を呼ぶ。

4. ハレルヤ
  - 意味は「主を褒め称えよ」。

グリシーヌ・ブルーメール （青）
1. グロース・ヴァーグ
  - 意味はフランス語で「大波」。前方に大波を起こす。攻撃範囲も波打った帯状である。

2. フュリー・ネプチューン
  - 意味は「海神の怒り」。前方に大波及び津波を起こす。攻撃範囲が広くなる。

3. ブルー・ラド・マレ
  - 意味は「青い津波」。グリシーヌと大神が巨大な津波を呼び寄せる。

4. ペガーズ・エール
  - 意味は「ペガサスの翼」。

コクリコ （サーモンピンク）
1. マジーク・ボンボン
  - 意味はフランス語で「魔法のあめ玉」。マジックで猫を呼び出し、敵を引っ掻き回す。攻撃範囲も猫の顔の形。

2. マジーク・プティ・シャ
  - 意味は「魔法の子猫」。複数の猫が輪くぐりしながら飛び出す。射程と攻撃範囲が広がる。

3. ルヴェ・ル・リドー
  - 意味は「開幕」。コクリコが猛獣たちを呼び出し、大神とともにライオンにまたがり突進する。

4. アムール・エスカルポレート
  - 意味は「恋の空中ブランコ」。

ロベリア・カルリーニ （緑）
1. フィアンマ・ウンギア
  - 意味はイタリア語で「炎の爪」。炎を纏った爪を振り下ろし、周囲を焼き尽くす。攻撃範囲は放射状。

2. デモン・ファルチェ
  - 意味は「悪魔の鎌」。死神が現れ、大鎌で薙ぎ払う。攻撃範囲が広がる。

3. コンブスティオーネ
  - 意味は「燃焼」。大神がロベリアに力を預け、合わせた霊力で周囲を焼き払う。

4. ペリッコロ・ジョーコ
  - 意味は「危険な賭け」。

北大路花火 （黒）
1. 一の舞 金枝玉葉（いちのまい きんしぎょくよう）
  - 矢の先に菊の花を据え、一発必中で敵を撃ち抜く。攻撃範囲は扇型。

2. 二の舞 落花啼鳥（にのまい らっかていちょう）
  - 鷹が出現し、霊力を込めた矢を乱れ撃つ。射程と攻撃範囲が広がる。

3. 落花流水（らっかりゅうすい）
  - 「男女が互いに惹かれあうこと」を意味する四字熟語。花火と大神が協力して弓矢を使う。

4. 君と彷徨う 恋の道かな（きみとさまよう こいのみちかな）
  - 上の句と合わせて五七五七七の短歌形式となる。

大神一郎 （白）
1. 狼虎滅却 刀光剣影（ろうこめっきゃく とうこうけんえい）
  - 雷を帯びた2本の刀を叩きつける。攻撃範囲が狭く、基本的に敵1体しか攻撃できない。

2. 狼虎滅却 紫電一閃（ろうこめっきゃく しでんいっせん）
  - 居合を用い、瞬時に敵を斬る。威力は高いが攻撃範囲は狭いまま。

3. 狼虎滅却 震天動地（ろうこめっきゃく しんてんどうち）
  - 究極必殺技。帝撃花組と巴里花組の全隊員から分け与えられた霊力を集約し、一気に爆発させる。フィールド上にいる全ての敵に大ダメージを与える。「黒髪の貴公子」の称号を得た際に使用可能となる。

## スタッフ
- 原作 - 広井王子
- 脚本 - あかほりさとる
- キャラクター原案 - 藤島康介
- キャラクターデザイン - 松原秀典
- 音楽 - 田中公平

## 主題歌
OP「御旗のもとに」
作詞 - 広井王子、作曲 - 田中公平、編曲 - 根岸貴幸、歌 - 日髙のり子、島津冴子、小桜エツ子、井上喜久子、鷹森淑乃
OP2「檄!帝国華撃団III」
作詞 - 広井王子、作曲 - 田中公平、編曲 - 根岸貴幸、歌 - 横山智佐、富沢美智恵、高乃麗、西原久美子、渕崎ゆり子、田中真弓、岡本麻弥、伊倉一恵
ED「未来（ボヤージュ）」
作詞 - 広井王子、作曲 - 田中公平、編曲 - 岸村正実、歌 - 日高のり子、島津冴子、小桜エツ子、井上喜久子、鷹森淑乃

## オープニングアニメーション
Production I.Gが手掛けた本作のオープニングアニメーションはCGにセルを張り込むという手法で製作された。全3種類計5分程度のOPアニメーションで使用したCGやカット数の総量は30分アニメーション作品1話分の作業量だったとのことである。